# Ciemności kryją ziemię (film)
Ciemności kryją ziemię – film historyczny z 1989 roku. Film jest adaptacją powieści Jerzego Andrzejewskiego pod tym samym tytułem. Jego tematem jest działalność słynnego inkwizytora Tomása de Torquemady

## Obsada
- João Perry
- Francisco Rabal – Torquemada
- Jacques Breuer
- Michel Auclair
- Georges Claisse
- Dietmar Schönherr
- Constanze Engelbrecht
- André Julien
- François Dyrek
- Sinde Filipe
- Vitorino Salomé
- Rogério Vieira